# Port lotniczy Mohendżo-Daro
Port lotniczy Mohendżo-Daro (IATA: MJD, ICAO: OPMJ) – międzynarodowy port lotniczy położony w mieście Mohendżo-Daro, w prowincji Sindh, w Pakistanie.